# Староабсалямово
Староабсалямово (баш. Иҫке Әпсәләм) — село в Аургазинском районе Республики Башкортостан России, центр Уршакского сельсовета.

## Географическое положение
Расстояние до:
- районного центра (Толбазы): 21 км.,
- ближайшей железнодорожной станции (Давлеканово): 51 км.

## История
В «Списке населенных мест по сведениям 1870 года», изданном в 1877 году, населённый пункт упомянут как деревня Апсалямова (Абдулова) 1-го стана Стерлитамакского уезда Уфимской губернии. Располагалась при речке Аургазе, по левую сторону Оренбургского почтового тракта из Стерлитамака в Уфу, в 60 верстах от уездного города Стерлитамака и в 15 верстах от становой квартиры в деревне Толбазы (Адиль-Муратова). В деревне, в 12 дворах жили 88 человек (46 мужчин и 42 женщины, татары, тептяри). Жители занимались земледелием, скотоводством.

## Население
| 2002 | 2009 | 2010 |
| ---- | ---- | ---- |
| 541  | ↘432 | ↗433 |

Согласно переписи 2002 года, преобладающая национальность — татары (92%).

## Религия
В селе есть мечеть.